# Canavalia veillonii
Canavalia veillonii är en ärtväxtart som beskrevs av Ivan Christian Nielsen. Canavalia veillonii ingår i släktet Canavalia och familjen ärtväxter. Inga underarter finns listade i Catalogue of Life.